# Oliver Hart (nhà kinh tế)
Oliver Simon D'Arcy Hart (sinh ngày 9 tháng 10 năm 1948) là một nhà kinh tế người Mỹ gốc Anh, hiện là Giáo sư Kinh tế Andrew E. Furer tại Đại học Harvard. Cùng với Bengt Holmström, ông đã nhận được giải thưởng tưởng niệm Nobel về khoa học kinh tế năm 2016 cho công việc của họ về lý thuyết hợp đồng, bao gồm cả công việc của ông về cách phân bổ quyền sở hữu và khi ký kết hợp đồng có lợi cho quyền sở hữu.

## Tiểu sử
Oliver Hart sinh ra ở Anh, bố là Philip D'Arcy Hart, một nhà nghiên cứu y học và Ruth Meyer, một bác sĩ phụ khoa. Cả bố mẹ ông đều là người Do Thái; cha ông là một thành viên của gia đình Montagu quý tộc; Ông cố của Oliver là Samuel Montagu, Đệ nhất Nam tước Swaythling.